# 토바 펠드슈

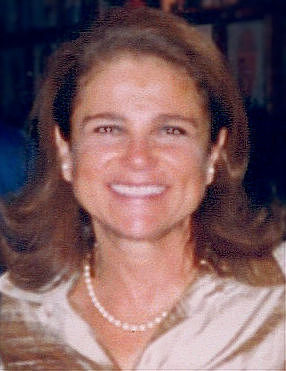

토바 펠드슈(Tovah Feldshuh, 1952년 12월 27일 ~ )는 미국의 배우, 작가, 극작가이다.
뉴욕에서 태어났다.

## 출연 작품
- 디 아트 오브 세잉 굿바이 (2018년)
- 베이크드 인 브루클린 (2016년)
- 안젤리카 (2015년)
- A Little Game (2014)
- 버디 스토리 (2010년)
- 어 하우스 디바이디드 (2008년)
- 이브즈드라프 (2008년) - 수시 역
- 러브 컴스 레이틀리 (2007년)
- 불륜의 시간 (2007년) - 한나 역
- 비욘드 프렌드쉽 (2006년) - 골다 메이어 역
- 레이디 인 더 워터 (2006년) - 미시즈 버브칙 역
- 행운을 돌려줘 (2006년) - 마담 Z 역
- 알케미 (2005년)
- 톨부스 (2004년) - 루시 코엔 역
- 빌리버 (2001년)
- 이브의 아름다운 키스 (2001년) - 주디 스타인 역
- 해피 엑시던트 (2000년)
- 워크 온 더 문 (1999년) - 릴리안 칸트로위츠 역
- 커럽터 (1999년)
- 찰리 호보큰 (1998년)
- 몬타나 (1998년)
- 컴포터블 넘 (1995년)
- 우디 앨런의 사랑과 배신 (1995년)
- 권력자 콘 (1992년)
- 세잉 카디쉬 (1991년)
- 코펜하겐의 백야 (1991년)
- 블루 이구아나 (1988년)
- 악마의 분신 (1985년)
- 백만장자 브루스터 (1985년) - 마릴린 역
- 다니엘 (1983년)
- 아이돌메이커 (1980년)
- 생사의 갈림길 (1979년)
- 홀로코스트 (1978년)
- 눈지오 (1978년)
- 하늘의 공포 (1978, Terror Out of the Sky)

### 텔레비전
- 사랑의 유람선 (1977-84)
- L.A. 로 (1987)
- 로앤오더: 범죄 전담반 (1991-2007)
- 애즈 더 월드 턴즈 (1994)
- 코스비 가족 만세 (1999)
- 크로싱 조던 (2006-07)
- 어글리 베티 (2010)
- 굿 와이프 (2010)
- 로앤오더: 뉴욕 특수수사대 (2011)
- 블루 블러드 (2015)
- 플레쉬 앤 본 (2015)
- 워킹 데드 (2015-16) - 디아나 역
- 크레이지 엑스 걸프렌드 (2015-18)